# Olivia Luccardi
Olivia Luccardi (Brooklyn, 17 de maio de 1989) é uma atriz e produtora cinematográfica norte-americana, conhecido pela participação na série Orange Is the New Black.